# Малькіна Марія Іванівна
Марі́я Ма́лькіна (мокш. Марю Малькина; нар.14 січня 1944, Мамолаєво) — мокшанська поетеса, письменниця, літературознавець. Головна редакторка часопису «Мокша». Авторка першого систематизованого дослідження з теорії мокшанського віршування. Авторка теоретичної бази для формування «мордовської» літератури двома мовами — мокшанською та ерзянською.
Національність — мокшанка.

## Біографія
Народилася у селі Мамолаєво (мокш. Малав) Ковилкінського району Мордовської АРСР в родині мокшанського господаря Івана Малькіна.
1964 — закінчила Зубово-Полянське педучилище.
1969 — закінчила Мордовський держ.університет. Десять років викладає у середніх школах. 1979 — переходить на наукову роботу до Морд. НДІ мови, літератури, історії та економіки. 1994 — заввідділу прози та критики часопису «Мокша» (Саранськ). 2003 — Малькіна стає головним редактором часопису «Мокша», замінивши на цій посаді Віктора Лобанова. Малькіна — перша жінка яка стала редактором часопису «Мокша» за 75-річну історію. Готувала номер журналу, присвячений ювілею мокшанського класика Петра Лєвчаєва.

## Творчість
Авторка досліджень з проблем перекладу, історизму мокшанської прози. Написала низку підручників, зокрема «Мокшень кяль» (Мокшанська мова) для 2-го та 4-го кл., «Лихтибряня» (Джерельце) для 1-го кл. російськомовних шкіл.
З початку 90-х XX століття — самостійно пише вірші. Критика вважає Малькіну прекрасним ліриком із філософським звучанням творів.
1998 — у Таллінні виходить збірка оригінальних творів М. «Ниле ават — ниле морот» (Чотири жінки — чотири пісні).
Написала корпус рецензій на нові твори мокшанської літератури, передмови до поетичних та прозаїчних збірок мокшанських авторів (наприклад, до збірки Анатолія Тяпаєва «Алянь мода» (Батьківська земля), 2003).
2005, 23 вересня — інтерв'ю з М. в тижневику «Литературная Россия». Свідчить про масову асиміляцію мокшанської молоді, еміграцію до Москви. Як наслідок — криза у національній літ-рі.
Готує до друку тритомник мокшанського прозаїка Юрія Кузнецова.